# Asura (Fernsehserie)
Asura (japanisch 阿修羅のごとく, Ashura no Gotoku) ist eine japanische Fernsehserie, die auf einem Buch der Autorin Kuniko Mukōda beruht und unter der Regie von Hirokazu Koreeda gedreht wurde. Die Serie ist ab dem 9. Januar 2025 auf der Filmplattform Netflix abrufbar.

## Handlung
Asura spielt im Japan der 1970er Jahre. Im Mittelpunkt stehen die vier Schwestern Tsunako, Makiko, Takiko und Sakiko mit ihren Familien. In der ersten Episode treffen sie sich auf Einladung der besorgten Takiko, die durch einen Privatdetektiv herausgefunden hat, dass ihr 70-jähriger Vater eine Geliebte mit einem Sohn hat, der ihn „Papa“ nennt. Die vier Töchter überlegen, ob sie ihre Mutter darüber in Kenntnis setzen oder sich lieber heraushalten sollen, um die Mutter zu schützen. Die Untreue in der Ehe ist ein Thema, dass sich durch alle Episoden zieht, denn die älteste, verwitwete Schwester Tsunako, eine Ikebanalehrerin, die stets im Kimono gekleidet zu sehen ist, unterhält eine Liebesbeziehung zu einem verheirateten Mann, dessen Frau darüber im Bilde ist. Die traditionelle Hausfrau und Mutter Makiko verdächtigt ihren Ehemann Takao, dass er ihr untreu ist und nicht immer arbeitet, wenn er länger von zu Hause wegbleibt.
Die beiden jüngeren Schwestern, Takiko und Sakiko, sind sehr verschieden und ihr Verhältnis ist von Eifersucht und Unverständnis geprägt. Takiko ist eine verschlossene Bibliothekarin, die sich nur sehr langsam dem Werben des Privatdetektivs Shizuo Katsumata öffnet, während Sakiko, die als Kellnerin arbeitet, eher extrovertiert erscheint. Ihr Freund Hide ist Boxer. Sakiko verhält sich so, als wäre sie sein Trainer, und versucht, ihn zum japanischen Meister zu machen. Im Laufe der Serie heiraten die beiden jüngeren Schwestern, Sakiko wird Mutter und muss ein schweres Schicksal ertragen.
Durch den Tod ihrer Mutter in der dritten Episode von Asura kommen neue Aufgaben auf die vier Schwestern zu. Damit der Vater nicht mehr allein in seinem alten japanischen Haus wohnt, zieht Shizuo Katsumata ein und erobert so auch die zurückhaltende Takiko.
Immer wieder gibt es Anlässe zu einer Zusammenkunft der Schwestern, die sich in Krisen stets beistehen und unterstützen, auch wenn ihre verschiedenen Lebensentwürfe nicht immer harmonisieren. In einer der letzten Szenen legen die vier Schwestern gemeinsam im Garten des Elternhauses Kohl ein, eine Tätigkeit, die sie früher immer gemeinsam mit ihrer Mutter machten. Die Männer halten sich dabei im Hintergrund. Der alte Vater beobachtet die vier Frauen und meint zu seinen beiden Schwiegersöhnen Takao und Shizuo, dass Frauen wie Asura seien, nach außen hin weiblich und nach innen voll Eifersucht und mit vielen Gesichtern.

## Hintergrund
Neben dem Geschehen in der Familie werden in Asura auch die Lebensumstände im Japan der 1970er Jahre beschrieben: welche Rolle von den Frauen damals erwartet wurde, wie sie sich von manchen überkommenen Verhaltensweisen distanzierten und welche Konventionen es gab. Koreeda sagte über die Handlung seiner Serie, die auf dem Buch von Kuniko Mukōda beruht: „What makes Kuniko Mukoda’s dramas so rich are the superficial poison exchanged in conversation and the love hidden behind those cruel words.“ (Was Kuniko Mukodas Dramen so reich macht, sind das oberflächliche Gift, das in Gesprächen ausgetauscht wird, und die Liebe, die sich hinter diesen grausamen Worten verbirgt). Das der Serie zugrunde liegende Buch wurde bereits 1979 als Serie des japanischen Fernsehsenders NHK und 2003 auch als Spielfilm verfilmt.

## Produktion
Asura wurde von Yasuo Yagi produziert, der vor ihrem Tod mit der Autorin Kuniko Mukōda zusammengearbeitet hatte, und von der in Tokio ansässigen Produktionsfirma Bunbuku hergestellt. Musikalisch wird das Fernsehdrama von Songs der japanischen Band fox capture plan untermalt. Der erste Song des Soundtracks, genannt „Higher“, wurde von der Kritik als besonders gelungen hervorgehoben. Hinter der Kamera stand der Fotograf, Künstler und Kameramann Mikiya Takimoto, der bereits bei The Third Murder, Like Father, Like Son und Unsere kleine Schwester mit Koreeda zusammengearbeitet hatte.
Die Serie wurde von Netflix für die Altersstufe ab 13 Jahre empfohlen.

## Besetzung
Asura läuft auf der privaten Fernsehplattform Netflix auf Japanisch mit Untertiteln.
| Rolle            | Darsteller       |
| ---------------- | ---------------- |
| Tsunako          | Rie Miyazawa     |
| Makiko           | Machiko Ono      |
| Takiko           | Yū Aoi           |
| Sakiko           | Suzu Hirose      |
| Takao Satomi     | Masahiro Motoki  |
| Shizuo Katsumata | Ryūhei Matsuda   |
| Hidemitsu Jinnai | Kisetsu Fujiwara |
| Kōtarō Takezawa  | Jun Kinomura     |

## Rezeption
Auf decider.com wurde die Serie von Liz Kocan gelobt. Sie hob besonders Makiko, dargestellt von Machiko Ono, hervor: „everyone in the cast performs their parts flawlessly, but it feels as though Machiko Ono, who plays Makiko, is the most complex character so far.“ (Alle Schauspieler spielen ihre Rollen tadellos, aber mir scheint, dass Machiko Ono, die Makiko spielt, die bisher komplexeste Figur ist.) Insgesamt empfiehlt sie Asura.
Ähnlich begeistert äußerte sich Nick Schager auf Thedailybeast.com: „ At once highly particular and poignantly universal, it’s the year’s first grand television surprise, and additional confirmation that few filmmakers are as empathetic, nimble, and masterful as Kore-eda.“ (Es ist die erste große Fernsehüberraschung des Jahres und eine weitere Bestätigung dafür, dass nur wenige Filmemacher so einfühlsam, geschickt und meisterhaft sind wie Kore-eda.). Auch die Hauptdarstellerinnen werden von ihm lobend erwähnt: „ … much of the series’ charm is due to its cast’s excellent performances, all of which lend it vibrant, distinctive personality.“ (Ein Großteil des Charmes der Serie ist auf die hervorragenden Leistungen der Darsteller zurückzuführen, die ihr eine lebendige, unverwechselbare Persönlichkeit verleihen.)
Zu den besten Szenen von Asura zählen laut Pallavi Keswani von der Hindupost die Zusammenkünfte der Schwestern: „The show comes crackling alive when the four sisters gather around the dinner table to reminisce about their childhood food … Rie Miyazawa, Machiko Ono, Yu Aoi, and Suzu Hirose demonstrate an ability to easily dissolve into puddles of laughter while holding on tight to their respective storylines. There is yet to emerge a weak performance under the direction of Kore-eda.“ (Die Serie erwacht zum Leben, wenn sich die vier Schwestern um den Esstisch versammeln, um in Erinnerungen an das Essen ihrer Kindheit zu schwelgen … Rie Miyazawa, Machiko Ono, Yu Aoi und Suzu Hirose beweisen, dass sie sich leicht vor Lachen schütteln können, während sie an ihren jeweiligen Handlungssträngen festhalten. Unter der Regie von Koreeda gibt es bis jetzt keine schwache Leistung zu sehen.)